# Banana Village
Banana Village är en ort i Kiribati.   Den ligger i örådet Kiritimati och ögruppen Linjeöarna, i den västra delen av landet, 3 300 km öster om huvudstaden Tarawa. Banana Village ligger 6 meter över havet och antalet invånare är 1 170. Den ligger på ön Motu Upou.
Terrängen runt Banana Village är mycket platt. Havet är nära Banana Village norrut.  Närmaste större samhälle är Tabwakea Village, 14,1 km väster om Banana Village. 